# Tirumaṅkaiyāḻvār

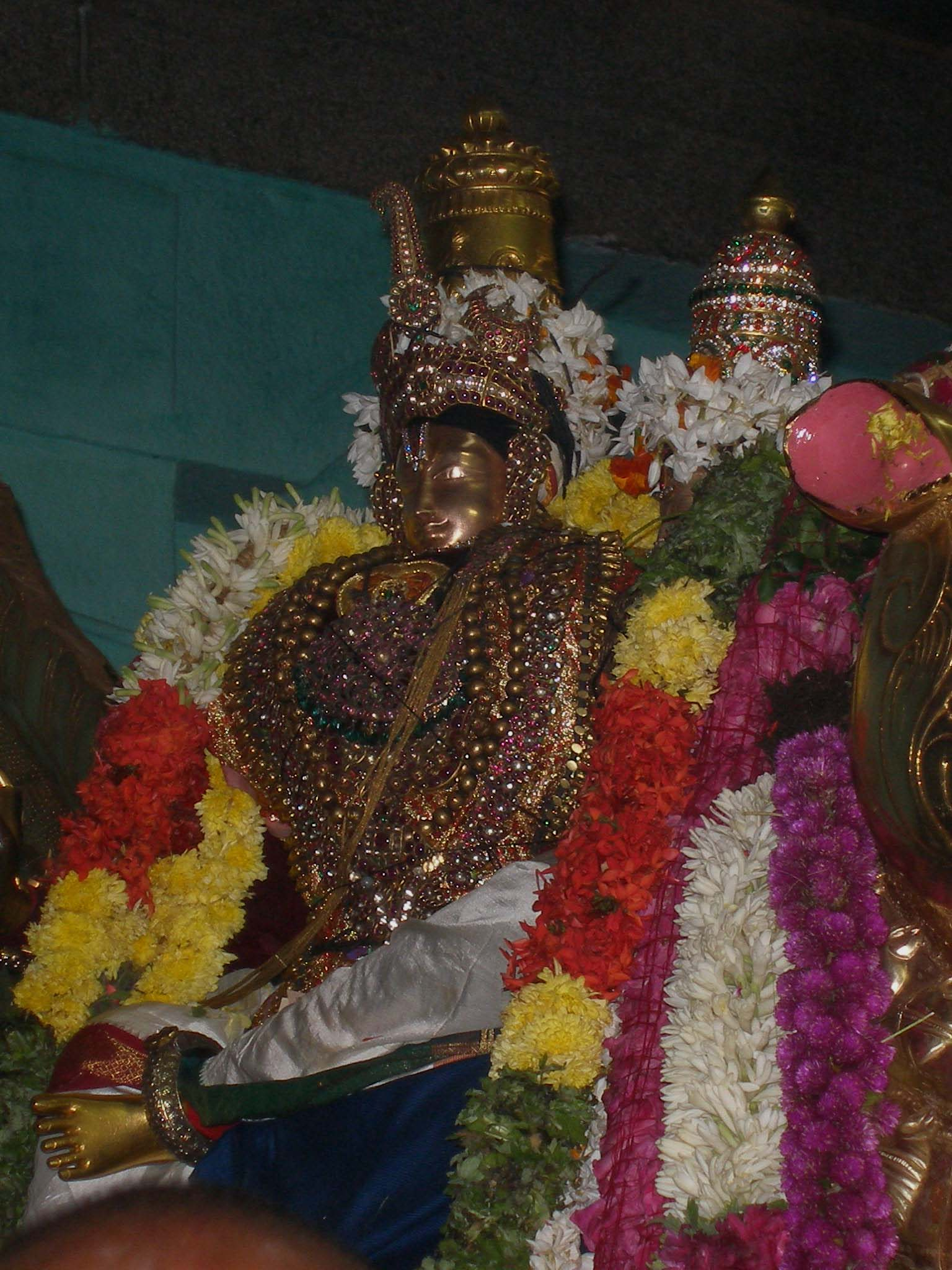
Immagine devozionale moderna di Tirumaṅkaiyāḻvār

Tirumaṅkaiyāḻvār ((in caratteri tamiḻ: திருமங்கையாழ்வார்; lett. l'"āḻvār del Tirumaṅkai") possiede, nell'ambito delle biografie degli āḻvār, una storia particolare. Già nei suoi inni egli stesso accenna a una vita violenta, sregolata e dedita ai vizi. 
Le agiografie che lo riguardano lo indicano come manifestazione di Śāraga, l'arco di Viṣṇu, apparso a Tirukkuṟaiyalūr, sotto il terzo asterismo lunare dell'ottavo mese, detto Kārttikai, nell'anno 397 del Kaliyuga, gli studiosi ritengono invece assegnabile la sua figura all'VIII secolo d.C.
Il padre, un condottiero delle armate del regno dei Cola, gli avrebbe dato il nome di Nīlaṉ  ("lo Scuro") in onore del dio Kṛṣṇa, avatāra Viṣṇu, ma anche perché appartenente alla casta degli śūdra ovvero alla comunità dei predoni detti kaḷḷar.
Il giovane Nīlaṉ seguì le orme paterne, divenendo anch'egli un condottiero del medesimo esercito e, distinguendosi per i servizi resi, il sovrano si decise ad affidargli il governatorato della sua regione nativa, il Tiruvālināṭu.
Nīlaṉ si abbandonò quindi a una vita dissoluta, non facendosi mancare i piaceri di corte e le frequentazioni con le cortigiane. Tutto questo finché non incontrò Tirumāmakalḷ, una splendida apsaras costretta a prendere le sembianze umane avendo smarrito la via del ritorno dopo essersi bagnata con le compagne celesti presso un lago. 
Tirumāmakalḷ venne raccolta da una famiglia di pii viṣṇuiti che la allevarono nelle sue vesti terrene, dandogli come nuovo nome quello di Kumutavalli, dai fiori di loto che si era attardata a raccogliere nel lago.
Gli informatori di Nīlaṉ scorsero tale bellezza e la indicarono prontamente al loro capo, sempre in cerca di nuove avventure amorose. Nīlaṉ la raggiunse e spinto dalla bellezza della giovane la chiese in sposa, ottenendone la mano. Ma Kumutavalli rifiutò il matrimonio spiegando che avrebbe sposato esclusivamente un ardente devoto di Dio. 
Nīlaṉ era ormai talmente sedotto dalla giovane apsaras, che subito si recò presso un tempio per farsi devoto di Viṣṇu il quale gli apparve di persona, e di persona impresse i sacri tilaka sul suo corpo. 
Non contenta di ciò che aveva ottenuto, Kumutavalli chiese ancora a Nīlaṉ di sfamare 1008 devoti poveri, mangiando esclusivamente i loro avanzi e bevendo l'acqua con cui gli aveva lavato i piedi. 
Tale era l'impegno economico di quest nuovo compito, che il condottiero non poté più pagare il tributo al proprio sovrano, anzi, si ribellò all'autorità finché non venne catturato con l'inganno e quindi imprigionato. 
Gli apparve allora Viṣṇu che consigliò a Nīlaṉ di chiamare il sovrano facendogli rinvenire sotto terra un tesoro con cui avrebbe saldato i propri debiti.
Il miracolo commosse il re che liberò il suo ex governatore. Ma tale ancora era l'impegno nei confronti dei poveri che Nīlaṉ si ricoprì nuovamente di debiti, ricorrendo quindi alle ruberie per farvi fronte. Intervenne nuovamente Viṣṇu che si risolse ad apparirgli come un ricco brahmano lungo una strada in cui si appostava Nīlaṉ con la sua banda di predoni.
Rapinato di ogni avere, Viṣṇu fece in modo da rendere talmente pesante il bottino che questo non poteva essere trascinato via, allora fu minacciato da Nīlaṉ che lo scambiò per un mago, ma Dio, recitando il suo stesso sacro mantra, Oṃ namo Nārāyaṇāya, gli apparve in tutta la sua maestà divina e quindi lo convertì nuovamente facendogli scegliere una nuova e più onesta attività.
Nīlaṉ si fece quindi pellegrino itinerante, viaggiando di tempio in tempio, e lì intonava i sacri inni di preghiera da lui stesso composti in onore di Dio che lo aveva salvato. Giunto nel tempio di Araṅkam, Viṣṇu gli apparve nuovamente ingiungendogli di averne cura abbellendolo. Ma ancora una volta di denari necessari non ve n'erano e ancora una volta Nīlaṉ torno alle sue vecchie abitudini di predone, organizzando il furto di una statua d'oro del Buddha protetta da un incantesimo. E Nīlaṉ non si fece scrupolo a decapitare il proprio cognato Yatirācaṉ che, rimasto incastrato con la testa in uno stretto cunicolo, rischiava di far fallire l'impresa criminosa.  Yatirācaṉ sarà subito dopo resuscitato da Dio.
Con i denari malamente procurati, Nīlaṉ si avviò ad abbellire il tempio. Ma ancora questi non bastavano e Nīlaṉ si risolse ad annegare nel fiume Kāverī quei manovali che pretendevano il compenso dovuto, riuscendo persino a convincerne i parenti che la loro morte li aveva consegnati a Dio. 
Viṣṇu fu sempre tollerante verso questo suo violento devoto esaudendo la sua preghiera affinché gli concedesse il permesso di istituire nel tempio di Araṅkam la festa annuale dell'Adhyayanotsava, della durata di dieci giorni, celebrata per mezzo della recitazione dei Veda, di giorno, e del Tiruvāymoḻi di Nammāḻvār, la sera.
Giunto alla vecchiaia, Nīlaṉ si ritirerà con la consorte Kumutavalli in un eremo presso Kuṟuṅkuṭi. Dopo la sua morte Viṣṇu ordinerà al resuscitato cognato Yatirācaṉ di istituire delle feste in suo onore.

## Le opere
L'opera principale di Tirumaṅkaiyāḻvār è rappresentata dal Periyatirumoḻi ("Il grande discorso sacro";  1084 strofe suddivise in 11 tirumoḻi, in metro āciriyam, kali e vañci) che disegna un pellegrinaggio religioso e poetico toccando 86 importanti centri di devozione viṣṇuita diffusi per tutta l'India. In questi inni splende l'amaro rimpianto per la giovinezza perduta in passioni e violenze anziché essere coltivata nella devozione per Dio. In tal senso Tirumaṅkaiyāḻvār riporta attacchi veementi agli altri seguaci di altre religioni che non considerano Viṣṇu, Dio la Persona suprema.
peruntuyariṭumpaiyil piṟantu,

kūṭiṉēṉ kūṭiyiḷaiyavarttammōṭu

avarttarum kalaviyēkaruti,

ōṭiṉēṉ ōṭiyuyvatōrp poruḷāl

uṇarveṉum perum patamf tirintu,

nāṭiṉēṉ nāṭi nāṉ kaṇṭukoṇṭēṉ

nārāyaṇā veṉṉum nāmam»
(Tirumaṅkaiyāḻvār, Periyatirumoḻi I,1; traduzione di Emanuela Panattoni in  Inni degli Āḻvār. Torino, Utet, 1993.)
- Per la recitazione in lingua tamiḻ, cfr. qui al 01:05

kaṇṭavātiritantēṉēlum,

teḷḷiyēṉāṉēṉcelkatikkamaintēṉ

cikkeṉattiruvaruḷpeṟṟēṉ,

uḷḷelāmurukikkural taḻuttoḻintēṉ

uṭampelāmkaṇṇanīrcōra,

naḷḷiruḷaḷavum pakalum nāṉaḻaippaṉ

nārāyaṇāveṉṉumnāmam.»
(Tirumaṅkaiyāḻvār, Periyatirumoḻi I,5; traduzione di Emanuela Panattoni in  Inni degli Āḻvār. Torino, Utet, 1993.)
- Per la recitazione in lingua tamiḻ, cfr. qui al 03:48

karuttuḷē tiruttiṉēṉ maṉattai,

peṟṟilēṉ ataṉāl pētaiyēṉ naṉmai

perunilattāruyirkkellām,

ceṟṟamēvēṇṭittiritaruvēṉ tavirntēṉ

celkatikkuyyumāṟeṇṇi,

naṟṟuṇaiyākappaṟṟiṉēṉ aṭiyēṉ

nārāyaṇāveṉṉumnāmam.»
(Tirumaṅkaiyāḻvār, Periyatirumoḻi I,8; traduzione di Emanuela Panattoni in  Inni degli Āḻvār. Torino, Utet, 1993.)
- Per la recitazione in lingua tamiḻ, cfr. qui al 05:35

Le altre opere del mistico che fu, per la tradizione, un guerriero e un predone sono: il Tirukkuṟuntāṇṭakam ("Il sacro tāṇṭakam breve", in 20 strofe) e il Tiruneṭuntāṇṭakam ("Il sacro tāṇṭakam lungo", in 30 strofe), dove per tāṇṭakam si intende quel poema in lode di una divinità in metro āciriyaviruttam; il Tiruveḻukūṟṟirukkai ("Il sacro poema di genere eḻukūṟṟirukkai, in 47 strofe in metro āciriyam); il Ciṟiyatirumaṭal ("Il piccolo maṭal sacro" in 155 versi in metro kaliveṇpā); e il Periyatirumaṭal ("Il grande maṭal sacro" in 297 versi in metro kaliveṇpā). Tutti questi poemi esaltano l'amore del devoto per Dio, Viṣṇu, qui considerato anche alla stregua di un amante di cui ci si dispera per la separazione.